# سيناد كينان
سيناد كينان (بالأيرلندية: Sinéad Keenan)(مواليد 27 ديسمبر 1977) هي ممثلة أيرلندية لديها مجموعة واسعة من الأعمال التلفزيونية والأفلام والمسرح. اشتهرت كينان عند الأيرلنيين بلعب دور "فرح فيلان" في مسلسل مدينة العدل فير ستي والمعروف لدى مشاهدي بريطانيا في تمثيلها عن دور المستذئب نينا بيكرينغ في الدراما الخارقة للطبيعة كونك إنسان على قناة بي بي سي ثري.

## سيرتها الشخصية
وُلدت كينان ونشأت في دبلن، وهي الأكبر بين ثلاثة أطفال. شقيقها وشقيقتها الأصغر، روري وجرين، هم أيضًا ممثلون.
التحقت بجامعة كوليدج دبلن، وتخرجت بدرجة علمية في علم الاجتماع والتاريخ. عندما كانت طفلة، قالت كينان إنها أرادت أن تصبح محامية لأنها كانت تحب الدراما القانونية الأمريكية، ماتلوك، لكن مع تقدمها في السن أدركت أنها في الواقع تريد فقط أن تلعب دور المحامي، وليس أن تكون محاميًا.
في عام 2012، تزوجت من المخرج السينمائي والتلفزيوني كريس ماكجيل، مؤسس شركة داست هاوس للإنتاج وانجبت منه طفلين.

## حياة المهنية
كانت اول ادوار كينان عام 1999، عندما ظهرت كصديقة مراهقة لسيليان ميرفي في فيلم سنبيرن. بعد ذلك، لعبت دور شخصية فرح في المسلسل الأيرلندي فير ستي لمدة عام.
غادرت كينان مسلسل " فير ستي " وسط مخاوف من أن يصبح نوع التمثيل الثابت لها، وانتقلت لتصوير فيلم على الأنف مع ممثل روبي كولترين. كان دورها التلفزيوني التالي هو ليزا كاسيدي في المسرحية الهزلية الأيرلندية القصيرة.
ثم انتقلت كينان إلى دور الضيف في فيلم مدينة القتل ودوكتورز، مع بطولة أفلام مشكلة مع الجنس ومؤامرة الصمت (التعبير)، قبل أن يحل دور كيلي في فيلم تتحرك للجدران التابع لـ آي تي في، والذي استمر لمدة موسمين.
بعد ذلك، لعبت كينان دور نينا بيكرينغ في فيلم " توبي وايتهاوس كونه إنسانًا ". وتفاعلها مع صديقها راسل توفي على الشاشة، كانت محبوبة للغاية قبل مسلسل البيت الأبيض لدرجة أنه قام بتعديل القصة للحفاظ على شخصية ودور كينان في العرض. شخصية نينا والتي استمرت بها في الموسم الثاني والثالث للمسلسل ؛ حتى اصبحت كينان إلى عضو رئيسي في فريق التمثيل.
بعد نجاحها في فيلم " كن انسانا "، كانت كينان ضيفة في أعمال عيد ميلاد فيكتوريا وود في منتصف العمر، وأجاثا كريستي بوارو، وشاهد صامت، وحلقات ديفيد تينانت الأخيرة من دكتور من ؟.
خلال مسرتها المهنية اكتسبت كنيان جذور قوية في المسرح إلي ان اصبحت عضوة في شركة رويال شكسبير حيث قدمت أعمال مسرحية مثل هيرميا في حلم ليلة منتصف الصيف وإيفي في المسرحية الأصلية كما لعبت دور البطولة في فيلم كوميديا الأخطاء.
في مارس 2018، فازت كينان بجائزة برنامج الجمعية التليفزيونية الملكية للممثلة (أنثى) عن دورها في دور ميلاني جونز في فيلم طفل صغير أزرق وفي أبريل 2018، ترشحت لجائزة BAFTA TV للممثلة الرائدة عن نفس الدور.
لعبت كينان دور البطولة في دراما جيمي ماكجفرن جوكيس، التي عُرضت على بي بي وان في 9 ديسمبر 2018.